# Colpo di Stato in Cecoslovacchia del 1948
Il colpo di Stato in Cecoslovacchia del 1948 fu un'azione messa in atto dai comunisti cecoslovacchi per mettere fine alla Terza Repubblica cecoslovacca del cui governo erano già membri non maggioritari, instaurando in Cecoslovacchia un regime comunista.

## Descrizione
Alla fine della seconda guerra mondiale, la Cecoslovacchia, a causa degli esiti degli accordi di Jalta, cadde all'interno della sfera di influenza dell'Unione Sovietica: questa circostanza dominò tutti i progetti e le strategie per la ricostruzione post-bellica e, di conseguenza, l'organizzazione politica ed economica cecoslovacca divenne argomento di negoziati tra il presidente Edvard Beneš e il Partito Comunista di Cecoslovacchia.
La cosiddetta Terza Repubblica (1945-1948) ebbe inizio nell'aprile 1945. Il suo governo, con sede a Košice, fu istituito il 4 aprile e nel maggio si trasferì a Praga. Esso era costituito da una coalizione (Fronte Nazionale) in cui predominavano tre partiti: il Partito Socialdemocratico Cecoslovacco, il Partito Comunista di Cecoslovacchia (in ceco Komunistická Strana Československa, KSČ) e il Partito Nazionale Sociale Ceco. Il Partito Popolare Slovacco fu bandito, in quanto collaborazionista dei nazisti. Anche ad altri partiti conservatori, come il Partito Repubblicano dei Fattori e Contadini, fu vietato di riprendere le attività nel periodo post-bellico. Alcuni partiti non socialisti parteciparono invece alla coalizione e tra di essi vi era il Partito Popolare Cattolico (in Moravia) ed il Partito Democratico Slovacco. Con i decreti presidenziali di Edvard Beneš tutte le proprietà appartenenti ai collaboratori dei nazisti furono confiscate, senza alcun compenso. Le loro terre furono distribuite ai contadini e le loro industrie, ammontanti al 16,4% di tutta l'industria cecoslovacca e impieganti il 61,2% della forza lavoro industriale, furono nazionalizzate.
Beneš aveva raggiunto un compromesso con il KSČ negoziando l'alleanza sovietica ma allo stesso tempo sperava di far diventare la Cecoslovacchia un "ponte" tra Europa orientale ed Europa occidentale, capace di mantenere i contatti con entrambe le parti, mentre l'obiettivo del leader del KSČ Klement Gottwald era la graduale salita al potere del KSČ tramite i mezzi della democrazia.

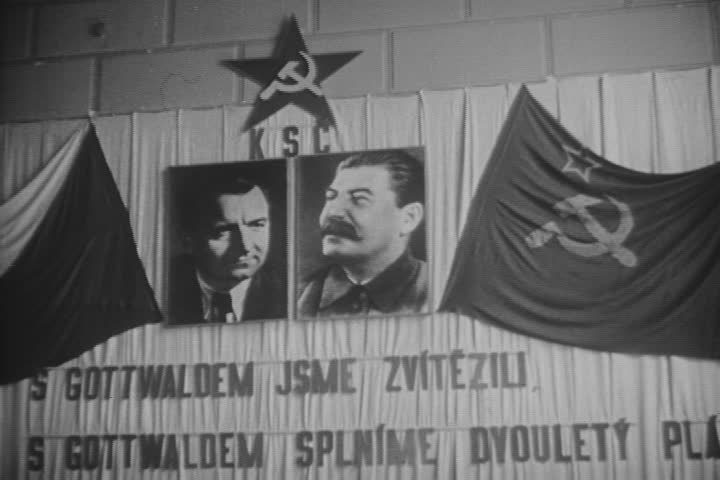
Ritratti di Stalin e Gottwald in una riunione del KSC svoltasi nel 1947

I cecoslovacchi, risentiti con l'Occidente per gli accordi di Monaco, risposero favorevolmente sia al KSČ sia all'alleanza con l'Unione Sovietica ed i comunisti ottennero una forte rappresentanza nei comitati nazionali eletti dal popolo, i nuovi organi di amministrazione locale. Il KSČ organizzò e centralizzò il movimento dei sindacati: su 120 rappresentanti al Consiglio Centrale dei Sindacati 94 erano comunisti. Il partito operò per acquisire una rappresentanza di massa, tra cui quella dei contadini e della piccola borghesia, come anche del proletariato. Tra il maggio 1945 e il maggio 1946 gli iscritti al KSČ passarono da 27 000 ad 1 100 000
Alle elezioni parlamentari del 1946, il KSČ vinse nella parte ceca della nazione (40,17%) ed il Partito Democratico anti-comunista in Slovacchia (62%). Il KSČ, con il 38% del voto complessivo, ottenne la maggioranza relativa a livello nazionale. Beneš continuò a fungere da presidente della Repubblica e Jan Masaryk, figlio del padre fondatore nonché ex presidente, da ministro degli esteri mentre Gottwald divenne primo ministro. I ministeri chiave erano ormai in mano ai comunisti, come quello dell'informazione, del commercio interno, della finanza e degli interni, con il relativo apparato di polizia. Attraverso questi ministeri, i comunisti furono in grado di sopprimere l'opposizione non-comunista e di posizionare membri del partito in posizione di potere.
Nel mese di luglio 1947, dopo che il governo cecoslovacco, con l'approvazione del KSČ, aveva accettato l'invito anglo-francese per le discussioni preliminari del Piano Marshall, Gottwald venne immediatamente convocato a Mosca da Stalin e, al suo ritorno a Praga, il KSČ cambiò la propria decisione.
Nei mesi successivi, il partito dimostrò una certa radicalizzazione nelle sue tattiche, sostenendo, tramite l'informazione di cui aveva il controllo, la presenza di trame reazionarie ed il pericolo di un imminente colpo di Stato reazionario, contro cui erano necessarie reazioni immediate.
Nel gennaio 1948, il Ministero degli interni, controllato dai comunisti, procedette con la purga delle forze di sicurezza cecoslovacche, sostituendo comunisti ai non comunisti, il che suscitò la reazione degli altri partiti.
Il 20 febbraio i socialisti nazionali si dimisero dal governo in segno di protesta, seguiti dal Partito Popolare Cattolico e dal Partito Democratico Slovacco: essi speravano di indurre Beneš ad indire elezioni anticipate che i comunisti avrebbero sicuramente perso, data la loro forte impopolarità dovuta al loro rifiuto di accettare il Piano Marshall. Beneš però rifiutò di accettare le dimissioni del governo, non indisse nuove elezioni e, nei giorni che seguirono, espulse i ministri democratici. L'esercito cecoslovacco rimase neutrale.
Nel frattempo, il KSČ incrementò il proprio potere. Il Ministero degli interni distribuì le forze di polizia nelle aree sensibili ed istituì una milizia popolare mentre quello dell'Informazione rifiutò di mandare in onda sui mezzi di comunicazione i politici non comunisti, ed i ministeri retti dai partiti non comunisti furono gestiti da "comitati di azione" comunisti, che espulsero tutte le persone non affiliate al Partito Comunista.
Il 25 febbraio Edvard Beneš, temendo un intervento militare sovietico, accettò le dimissioni dei ministri dissidenti e ricevette una nuova lista di ministri da Gottwald, che completò così il rovesciamento dei poteri da parte dei comunisti.
Alcuni mesi dopo Beneš non volle firmare la nuova Costituzione comunista ed il 7 giugno 1948 si dimise, morendo poco dopo a seguito di un'emorragia cerebrale mentre si trovava nella sua villa di Sezimovo Ústí, nella Boemia Meridionale.
La Cecoslovacchia venne dichiarata "democrazia popolare", mantenendo la denominazione di Repubblica Cecoslovacca fino al 1960, allorché, con l'approvazione di una nuova Costituzione, la denominazione dello Stato venne cambiata in Repubblica Socialista Cecoslovacca.